# Konsumtion och effekter av pornografi
| Konsumtion och effekter av pornografi |
| --- |
| Andelen svenska internetanvändare som under 2021 konsumerat internetpornografi, uppdelat på kön och ålder. Siffror från Svenskarna och internet. - Betydelse – konsumtion av pornografi samt dennas effekter - Former – som teckning, foto, rörlig bild och/eller ljud - Syfte – interaktion med sexuella fantasier, nyfikenhet (på kroppar eller sexuella praktiker) - Effekter – sexuell stimulans, skamkänslor (kontrast mot inlärd dygd, prydhet och tabu), inlärning eller katarsis (kan påverka sexuella manus eller ersätta utlevnad av fantasier) |

Konsumtion och effekter av pornografi är betraktandet, avlyssnandet eller läsning av explicit sexuell underhållning, även benämnd pornografi, samt effekterna av denna. Beroende på definition och perspektiv kan detta även inkludera andra typer av erotica. Sysslan görs ofta privat, som del av en sexuell upplevelse, och i många fall tillsammans med onani. Konsumtionen kan även ske i grupp, där den kan utnyttjas som ingrediens i ett sexuellt samliv eller användas som humoristisk och överdriven underhållning. 
Porrkonsumtion anses både kunna påverka sexuella manus (genom inlärning) och ersätta utlevelse av sexuella fantasier (se katarsis). Ofrivillig konsumtion kan användas som en sorts betingning och inlärning av lydnad eller liknande påverkan. 

## Orsaker och effekter
Pornografin relaterar till sexuella fantasier, och utforskandet av ens egna fantasier är en orsak till konsumtionen av pornografi. Pornografin kan ge information om sexuella praktiker som man kan vilja testas i verkligheten, men även sådant man inte själv skulle vilja uppleva (endast som en tankelek) eller testat men inte gillat. Materialet stimulerar ofta till onani. Konsumtionen kan dock leda till skamkänslor, när den orgastiska upphetsningen klingat av och materialets stötande och "omoraliska" karaktär framstår tydligare.
Konsumtion av pornografi antas ofta ge negativa effekter hos konsumenten. Forskningsresultat visar att personer som begår sexuella övergrepp ofta även har hög konsumtion av porr, vilket stödjer tesen om att pornografi som kulturell yttring kan påverka ens beteende. Andra undersökningar antyder att kvinnor och icke-porrkonsumenter ser pornografin som en större påverkansfaktor på deras egna sexuella beteende än män och porrkonsumenter.  En del undersökningar antyder att hög konsumtion och konsumtion av grövre material (sannolikt vanligare bland män) kan leda till bristande sexuell förmåga, medan kvinnors sexualitet kan gynnas av (mindre frekvent förekommande) konsumtion av pornografi.
Mångas upplevda beroende av pornografi kan kopplas samman med religiös eller konservativ uppfostran. Detta till trots har både konsumtionen och acceptansen av den bland kristna i åtminstone USA ökat på senare år. 2024 angav en amerikansk undersökning från det kristna undersökningsinstitutet Barna att tron på att pornografikonsumtion kan kombineras med ett hälsosamt sexliv omfattades av 62 procent av de tillfrågade kristna i USA. Parallellt hade konsumtionen (åtminstone då och då) av pornografi bland praktiserande kristna ökat från 13 till 54 procent mellan 2016 och 2024. Redan i undersökningen 2016 var unga hälften så mycket negativa mot pornografi som äldre (13-24 år jämför med 25 år och uppåt), och den trenden verkar ha fortsatt. Regelbunden konsumtion av kristna kvinnor hade ökat från 12 till 44 procent mellan de båda undersökningarna. Barna och relaterade kristna ledare varnade för de negativa effekter som de menade att konsumtion av pornografi har för konsumenter och inom relationer. En undersökning 2017 vid Brigham Young University talade om att sådana relationsproblem i mycket stor utsträckning kom från känslan av att vara beroende. 2019 rapporterades att konservativa kristna i USA konsumerade pornografi hälften så mycket som befolkningen i stort men att de hade en fördubblad rapportering av personligt pornografiberoende. Enligt  Samuel L. Perrys bok Addicted to Lust (2019) var denna tendens än tydligare för konservativa protestanter.
En undersökning publicerad 2016 i The Journal of Sexual Medicine identifierade tre tydligt olika typer av konsumenter av internetpornografi. Tre fjärdedelar av de 830 deltagarna i studien rapporterades syssla med rekreationsbaserad konsumtion, med en låg men regelbunden nivå av konsumtion som inte påverkade deras sexuella nöjdhet i övrigt. En åttondel hade en låg konsumtion men påverkades negativt, i likhet med den resterande åttondelen som bestod av "högkonsumenter".
Pornografi kopplas ofta till fenomenet superstimulus, eftersom den uppfyller definitionen av "stimulus som väcker ett starkare svar än det stimulus som svaret utvecklats för". I samband med parrelationer kan regelbunden konsumtion av pornografi, med eller utan onani, därför komplicera det sexuella samlivet. Vissa skribenter, som Naomi Wolf, menar att konsumtionen kan förminska intresset för verkliga sexuella relationer. Liknande resultat har även nåtts av vissa forskare.

### Feministisk syn på påverkan
Stora delar av kvinnorörelsen har länge kritiserat pornografin för att vara kvinnoförnedrande och för att uppmuntra till våld mot kvinnor. Den svenska gruppen Kvinnofronten tryckte på 1990-talet skriften På tal om porr, där de argumenterar för att porr lär män och pojkar att kvinnor är till för deras behov. 2007 släppte Kvinnofronten även rapporten Sex och media, med stöd av Näringsdepartementet, där budskapet i samtida pornografi analyseras. Deras slutsats är att porr och puritanism hör ihop då porren livnär sig på föreställningar om "tabu" och förbjudet."
Barnrättsexperten och före detta polisen Nina Rung menar att det är tydligt att porr leder till övergrepp på kvinnor och flickor, utifrån vittnesmål som nått henne. Föreningen Porrfri barndom, bildad 2017, arbetar för att unga ska få växa upp i en värld utan porr, och deras syn är att pornografi ofta tvingas på unga flickor av jämnåriga pojkar.
Andra delar av feminismen är mer osäker på pornografins entydigt negativa påverkan. Detta gäller bland annat företrädare för sexpositiv feminism, liksom producenter och konsumenter av feministisk eller etisk pornografi.

## Spridning
2011 beräknades cirka 30 procent av konsumenterna på mer populära pornografiska webbplatser vara kvinnor. Samtidigt nämndes att endast 2 procent av kunderna på betalsajter för pornografi var kvinnor, och denna låga efterfrågeandel sägs vara en delförklaring till varför mainstreampornografi fortfarande i så överväldigande utsträckning riktar sig till män. Under 2010-talet fanns dock tecken på en ökande andel kvinnliga kunder i vissa delar av sexbranschen, enligt vissa underlättad av den stora uppmärksamheten kring filmer som Fifty Shades of Grey.
2007 beräknades var femte vuxen svensk – oftare män än kvinnor – ägna sig åt porrsurfande. Därefter har spridningen av smartmobiler bidragit till ökad konsumtion. Under 2010-talet har flera olika undersökningar i bland annat Australien och Sverige antytt att cirka 70 procent av männen och 30 procent av kvinnorna i högre eller lägre grad är porrkonsumenter. En undersökning av svenskarnas internetvanor från 2022 visade att 29 procent av de svenska internetanvändarna hade ägnat sig åt att titta på pornografi online under det senaste året. Undersökningen visade att det fanns en betydande skillnad mellan män och kvinnor; 46 procent av männen tittade medan bara 11 procent av kvinnorna tittade. Intresset för att använda internet för att titta på webbsidor med sexuellt innehåll tycks sjunka med stigande ålder. Bland de födda på 1990-talet tittade 57 procent på porr online (80 procent av männen, 34 procent av kvinnorna) år 2021, medan endast 7 procent av de äldsta internetanvändarna födda på 1920-, 1930- och 1940-talet (14 procent av männen, 0 procent av kvinnorna) hade konsumerat pornografiskt innehåll online under det senaste året.
Samma svenska undersökning visade 2021 även på skillnader i inställningen till pornografi, både mellan generationer och mellan män och kvinnor. Totalt sett bland internetanvändarna 18 år eller äldre var 40 procent av männen positiva och endast 16 procent negativa. Bland kvinnorna var endast 8 procent positiva och mer än hälften – 57 procent – negativa. Fem gånger fler män än kvinnor var positiva till att vuxna kan ta del av laglig pornografi på nätet. I de tre yngsta generationerna (1980-, 1990- och 2000-talister) var fler positiva till laglig pornografi på nätet för vuxna än de var negativa, och mest positiva var 00-talisterna. Bland de tre äldsta generationerna (1920-, 1930- och 1940-talister) var mer än hälften negativa, och inte ens var tionde var där positiv till laglig pornografi på nätet för vuxna.
Samma undersökning visade 2017 att nästan var fjärde internetanvändare (23 procent) under det senaste året hade råkat hamna på en pornografisk webbsida när de sökte efter något annat.
Nedan listas mer statistik omkring konsumtion av pornografi, enligt svenska Folkhälsomyndighetens stora enkätundersökning 2017:
- 2017 konsumerade 41 procent av unga (16–29 år) svenska män porr minst tre dagar i veckan. Kvinnliga högkonsumenter i samma ålder var endast 3 procent. I åldersgruppen 30–44 år fanns cirka hälften så många högkonsumenter.
- Hos 48 procent av de tillfrågade männen, liksom hos 33 av kvinnorna, hade man själv eller partnern använt porr för att öka den sexuella upplevelsen.
- Högkonsumenter av pornografi ägnade sig oftare åt ett riskfyllt sexuellt beteende.

Könsfördelningen enligt undersökningen ovan kan jämföras med Pornhubs statistikredovisning, som för 2022 sades visa att mellan 26 och 53 procent av sajtens besökare (beroende på land) under året var kvinnor. Statistiken baserade sig på data från Google Analytics.
År 2022 visade en undersökning att bland svenska internetanvändare över 16 år som brukade porrsurfa hade sju procent betalat för medlemskap eller innehåll på sajter för pornografi under det senaste året.

## Män och kvinnor
Konsumtion av pornografi är betydligt vanligare bland män, även om skillnaden sannolikt minskat på senare år. I Sverige bedömdes 2022 cirka 30 procent av personer över 16 år ha konsumerat specifikt internetpornografi senaste året, och bland dessa var konsumtionsskillnaden mellan män och kvinnor betydligt mindre i de yngre generationerna.
Män anses ofta ha en mer identitetsskapande relation till sin penis än kvinnor till sin slida, och pojkar upptäcker ofta nöjet med onani tidigare än flickor. Där män konsumerar pornografi, har kvinnor en större tendens att använda sexleksaker för att öka den sexuella upphetsningen. Män har också en tendens att konsumera pornografi även vid stabila parrelationer, vilket utan god kommunikation omkring individernas sexuella sfärer kan leda till konfliktsituationer. Nyare forskning har dock visat att visuella stimuli i lika hög grad leder till sexuell upphetsning hos kvinnor som hos män.
Mellan en fjärdedel och en tredjedel av porrkonsumenterna sägs enligt olika undersökningar vara kvinnor. Tillgänglig statistik säger att heterosexuella kvinnor i högre grad än män grad konsumerar lesbisk eller gaypornografi. Bland orsaker finns den minskade risken för spontant våld eller fysisk dominans från en man mot en kvinna, att lesbisk pornografi är mer inriktad mot kvinnlig njutning och att bögporr innehåller fler nakna män att se på. Heterosexuella kvinnor dock letar mer sällan efter pornografi gjord av och för lesbiska kvinnor. Däremot antyder olika undersökningar att andelen konsumenter av aggressions- och våldspräglad pornografi kan vara högre hos kvinnor än hos män, trots att materialet oftast visar upp manlig dominans och manligt våld. Den ökande andelen kvinnliga konsumenter har i liten utsträckning förändrat den grundläggande inriktningen hos den heterosexuella "mainstreampornografin", som fortfarande oftast fokuserar på en manlig konsument och den manliga blicken. Däremot har ett antal Internettjänster kring ljudbaserad pornografi lanserats med kvinnor som uttalad målgrupp.
Konsumtion av pornografi kan både vara stärkande av ens självkänsla och bidra till att forma de sexuella intressena. Detta gäller inte minst hos kvinnor, som i den traditionella kulturen sällan uppmuntras att vara sexuella subjekt. Undersökningar från senare år har visat att porrkonsumtion i relationer ofta initieras av kvinnan – ofta som ett sätt att hämta inspiration och lust inför och under ett intimt möte. Den etablerade tanken att kvinnor inte uppskattar pornografins gränsöverskridande och objektifierande karaktär har på senare år tillbakavisats i minst fyra olika forskningsstudier.
En viktig orsak till mäns porrkonsumtion anses ligga i mannens utsatthet i en sexuell situation. Runt nioårsåldern blir en pojke ofta medveten om att han anses ha ansvaret för att inleda en sexuell aktivitet, vilket innebär att ett sexuellt avvisande därefter ses som tätt sammankopplat med manlig skam. Familjeterapeuten Esther Perel menar att män konsumerar pornografi som ett sätt att undvika sin sexuella utsatthet, och i det vanligaste pornografiska scenariet (heterosexuell mainstreamporr) blir han som man i princip aldrig avvisad.

## Konsumtion hos ungdomar och barn

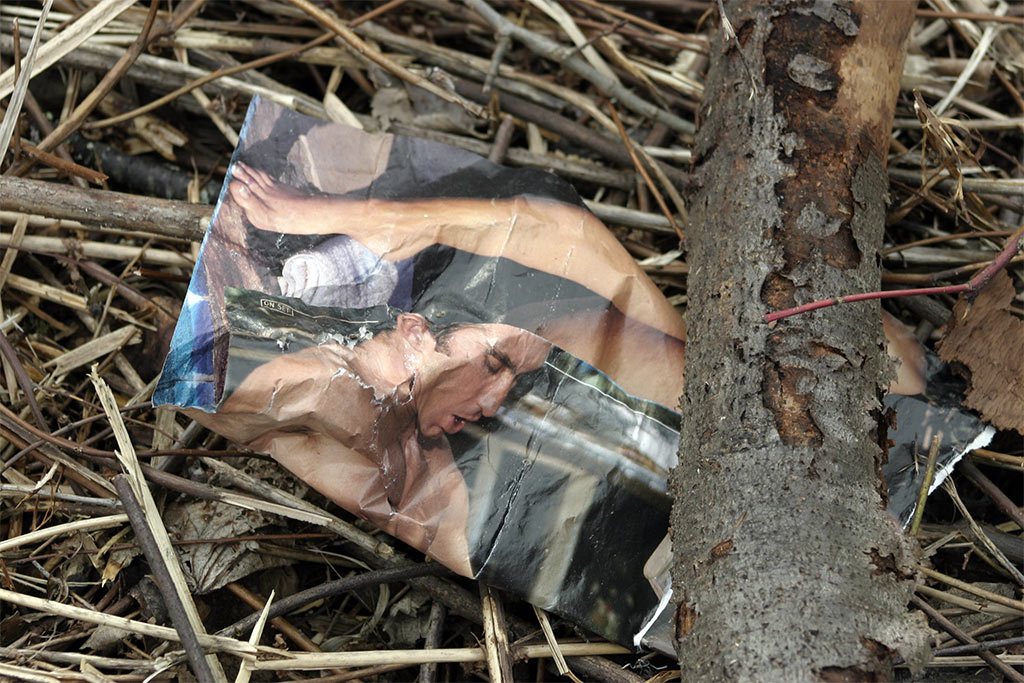
"Skogsporr", fynd av slängd pornografi i naturen, var del av flera generationer barns och ungdomars uppväxt i slutet av 1900-talet.

Sexualitet ses av många som något för vuxna, eftersom endast vuxna förutsätts ha ett moget förhållningssätt till sin egen sexualitet, dess möjligheter och risker. Den pågående sexualiseringen av det västerländska samhället, där kulturen tar upp uttrycken från en alltmer lättillgänglig pornografi, ses därför på många håll som ett hot mot barns och ungas utveckling som individer. Offentliga visningar av erotisk konst och konstnärliga projekt med sexuella inslag leder därför ofta till debatt, utifrån målsättningen att skydda barnen.
Barn är nyfikna individer med en lust att upptäcka. Ungas utforskande av sexualiteten kan börja tidigt (möjligen redan från 32:a veckan i livmodern), och många barn har  redan från tidig ålder erfarenheter av att "leka doktor" och liknande sexuella utforskningar av varandras kroppar. Det första utforskandet av pornografi – numera ofta på internet, tidigare ofta i form av "skogsporr" – är kopplat till ett intresse av att se hur folk ser ut nakna, och vad sex är för något. I familjer och kulturer där sex är ett känsligt ämne och sexualundervisning i skolan i bästa fall blir ett litet nischämne först i högstadiet, lämnas fältet ofta fritt för pornografin att tillfredsställa barns nyfikenhet att se nakna kroppar och sexuella situationer.
Den ökande produktionen av könshormoner under puberteten sker ungefär vid samma tid som många barn upptäcker den sexuella njutningen av onani, åtminstone bland pojkar ofta med hjälp av pornografi; både pojkar och flickor börjar ofta aktivt leta upp pornografi runt 12/13-årsåldern. Barn före tonåren berörs ofta negativt av att oväntat bli exponerade för pornografiskt material, medan pornografi under tonåren kan vara en viktig del i upptäckandet av den unga individens egen sexuella läggning.
En undersökning i USA (publicerad 2021) angav att 67 procent av unga män (13–24 år) konsumerade pornografi, liksom 57 procent av alla unga vuxna (18–24 år) och 37 procent av alla minderåriga tonåringar (13–17 år). 33 procent av unga kvinnor/tonårsflickor (13–24 år) konsumerade pornografi minst en gång i månaden. Redan 2007 – samma år som Iphone, Pornhub och XVideos lanserades – beskrev en studie att internetpornografi sågs som normalt bland tonåriga pojkar. Denna insikt var inte vanlig bland deras föräldrar; 2016 meddelade en enkät bland studenter på Indiana University samt deras föräldrar att andelen 14–18-åringar som sett porr var dubbelt så hög som gissningarna hos deras föräldrar. Introduktionen till porrkonsumtionen kan ofta ha skett bland skolkamrater, där uppmuntran till konsumtion ofta är vanligare än avrådan. En svensk undersökning från 2014 antydde att 95 procent av pojkarna och 90 procent av flickorna såg pornografi som en del av ungas vardagsliv, liksom att 92 procent av pojkarna och 79 av flickorna ansåg att det var naturligt att titta på pornografi. Denna höga acceptans gick dock hand i hand med en kritisk inställning till pornografins innehåll, inte minst bland flickor. En brittisk undersökning från 2020 antydde att pornografi ofta är en normaliserad del av nutidskulturen hos äldre tonåringar, som via sextning och i sociala medier ofta tar del av mer eller mindre naket material.
Den höga tillgängligheten paras ibland med en osäkerhet hos ungdomar, huruvida konsumtion av pornografi skulle vara förbjuden för minderåriga. Ungdomsjourer och liknande organisationer brukar svara att det är fullt tillåtet, men att pornografi är producerat av vuxna och för vuxna, och att det därför kan innehålla inslag som är svåra att förstå för unga personer. Pornografisk film visar kroppar och sexuella aktiviteter, men den fungerar genom sitt fiktiva innehåll sällan bra som instruktionsfilm. Detta liknar rekommendationer omkring konsumtion av underhållningsvåld eller skrämmande situationer i olika medier, inklusive i skräckfilm.

## Sexualupplysning och påverkan
Undersökningar i USA nämner pornografi som den främsta källan till att hämta sexuell information från hos många unga vuxna – av båda könen. Detta gäller i kanske än högre grad i länder utan tillgång till sexualupplysning, med starka tabun kring sexualiteten men med tillgång till Internet.
Pornografins påverkan på mänskligt beteende är omdebatterad. Sexuella praktiker som kan ha populariserats via herrtidningar, porrtidningar och pornografisk film inkluderar analsex, intresset för BDSM och intimrakning. I Japan är förekomsten (inte avsaknaden) av könshår sexualiserat, vilket kan ha koppling till det faktum att skildringar av könshår var förbjudet i landet fram till 1992. I Japan är det mycket mindre vanligt med intimrakning bland kvinnor. Detta är i linje med idén att sexuella fantasier ofta frodas bland de förbjudna fenomenen.
Mycket diskussion har förts omkring pornografins påverkan på mänskligt beteende. Via Internet har tillgången till bland annat våldsam eller könsojämlik pornografi ökat kraftigt, men om detta leder till våldsamt beteende hos konsumenterna är osäkert. I USA minskade mängden överfallsvåldtäkter parallellt med den ökande tillgången till Internet, och liknande resultat har setts i bland annat Tjeckien. Vissa tror att detta delvis kan orsakas av den icke-personliga och ställföreträdande tillfredsställelse som pornografi kan erbjuda.
Pornografin påstås ibland ge problem att hantera sexuella relationer. Det empiriska underlaget för slutsatser om pornografins påverkan på relationer är dock inte entydigt.